# كرمة نبيذية
الكرمة النبيذية  أو كرم أو دوالي أو دالية أو عنب أو عنب أبيض أو عنب عاجي أو حصرم أو عناقيد حامضة أو عنب مجفف أو زبيب أو عصير عنب أو دبس عنب أو زيت بذرة العنب أو دموع الدالية أو أدماع الكرمة أو ورق الدوالي أو الكرمة (الاسم العلمي: Vitis vinifera)، هي النوع الرئيسي المستخدم لإنتاج العنب والنبيذ. تنتمي إلى جنس الكرمة من الفصيلة الكرمية.

## البيئة والانتشار
موطنها المشرق العربي والمغرب العربي وجنوب وغرب أوروبا.

## الوصف النباتي
نبات معمر متسلق. النورات عنقودية. الثمرة عوزة (عنبة).

## المستنبتات
من الأنواع المستنبتة من هذا النوع نجد العنب الكشمشي (Thompson Seedless) وهو العنب الأصفر عديم البذور.

## أنظر أيضاً
- دورة النمو السنوية لكروم العنب